# Uchu Kaisoku-sen
Uchu Kaisoku-sen (宇宙快速船, Uchū Kaisokusen, letterlijk te vertalen als Space Hypership) is een Japanse tokusatsu/superheldenfilm uit 1961. De serie werd geproduceerd door Toei Company Ltd.. De hoofdrol werd vertolkt door Sonny Chiba.

## Verhaal
De film draait om Shinichi Tachibana, een wetenschapper/astronoom die in werkelijkheid de superheld "Iron-Sharp" (Space Chief in de Engelse nasynchronisatie) is. Wanneer de aarde wordt aangevallen door een groep metaalachtige aliens ("Neptune Men" in de Engelse versie), komt het op Shinichi aan om ze tegen te houden.

## Rolverdeling
| Acteur             | Personage                                    |
| ------------------ | -------------------------------------------- |
| Sonny Chiba        | Tachibana Shinichi - Scientist / Space Chief |
| Kappei Matsumoto   | Dr. Tanigawa Hiroshi                         |
| Ryuko Mizukami     | Tanigawa Yoko                                |
| Harold Conway      | Washington Broadcast Station Chief           |
| Shinjiro Ebara     | Yanigada - Scientist                         |
| Hidemichi Ishikawa | Yoshimoto Hiroshi                            |
| Seiichirô Kameishi | Yamagata Yukichi                             |
| Takashi Kanda      | Defence Chief Takita                         |
| Genji Kawai        | Morie                                        |
| Mitsue Komiya      | Saito - Scientist                            |
| Junji Masuda       | Tamiya Hiroshi                               |

## Achtergrond

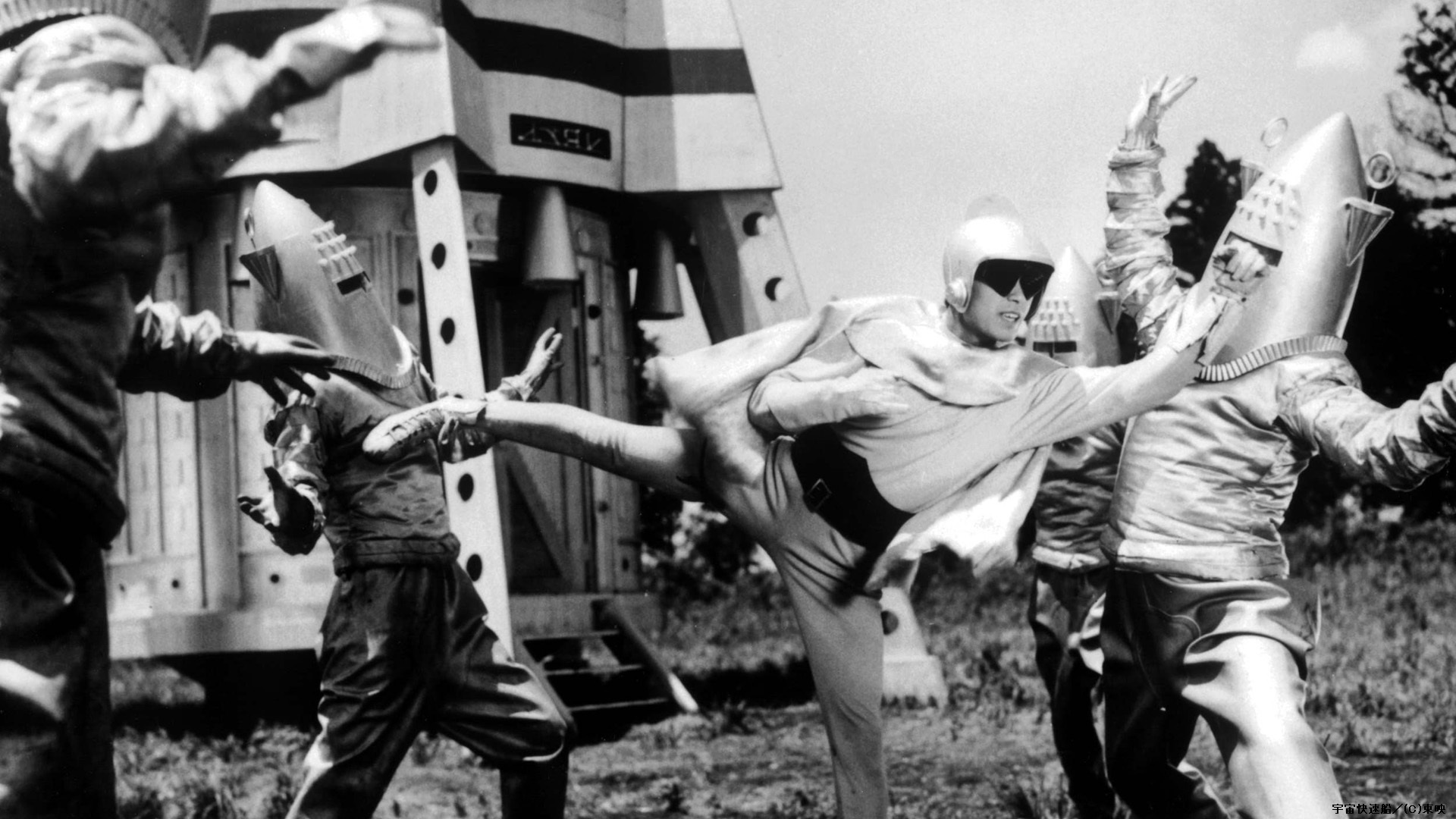
Sonny Chiba als Iron Sharp vecht aliens.

De serie is gelijk in ondertoon aan veel superheldenseries van Toei uit de jaren 50 en 60.
De film werd ook in een Engelstalige versie uitgebracht onder de titel Invasion of the Neptune Men. De Engelstalige versie was een televisiefilm. In 1997 werd deze versie van de film bespot in de cultserie Mystery Science Theater 3000. Veel van de humor kwam voort uit de bijnamen die Mike en zijn robots aan de held gaven (zoals "Space Dink", "Space Feeb", "Space Loser", en "Ineffectual Chicken-Headed Bachelor"). De personages beschouwden de film zelfs als zo erg, dat ze tijdens de derde host segment serieus aan zelfmoord dachten.
De film gebruikte beeldmateriaal uit de Tweede Wereldoorlog, vooral voor de scènes waarin Tokio werd verwoest.